# Melinda Page Hamilton
Melinda Page Hamilton (* 22. August 1974) ist eine US-amerikanische Schauspielerin.

## Karriere
Hamilton hatte Gastauftritte in zahlreichen bekannten US-Fernsehserien, darunter Grey’s Anatomy, CSI: NY, CSI: Miami, Nip/Tuck – Schönheit hat ihren Preis, Numbers – Die Logik des Verbrechens, Cold Case – Kein Opfer ist je vergessen, Without a Trace – Spurlos verschwunden und The Mentalist. In Desperate Housewives spielte sie in drei Folgen die Rolle der Schwester Mary Bernard. In der preisgekrönten Serie Mad Men spielte sie mehrmals die Rolle der Anna Draper, der Witwe des ursprünglichen Donald Draper.
Im Kino verkörperte sie 2006 die Hauptrolle in dem Film Sleeping Dogs Lie (Alternativtitel: Stay) des Regisseurs Bobcat Goldthwait. Des Weiteren stand sie für Goldthwaits Film God Bless America vor der Kamera – als geschiedene Ehefrau der Hauptfigur Frank, verkörpert von Joel Murray, der auch aus Mad Men bekannt ist. Von 2013 bis 2014 spielte sie in Devious Maids die Haushälterin Odessa Burakov.

## Filmografie (Auswahl)
- 1997: Law & Order (Fernsehserie, Folge 8x12)
- 2003: Star Trek: Enterprise (Fernsehserie, Folge 2x14)
- 2004: CSI: Miami (Fernsehserie, Folge 2x14)
- 2004: Gelobtes Land (Promised Land)
- 2004: Medical Investigation (Fernsehserie, Folge 1x07)
- 2005: Numbers – Die Logik des Verbrechens (NUMB3RS, Fernsehserie, Folge 2x06)
- 2005: Nip/Tuck – Schönheit hat ihren Preis (Nip/Tuck, Fernsehserie, Folge 3x09)
- 2005: CSI: NY (Fernsehserie, Folge 2x08)
- 2005–2006: Desperate Housewives (Fernsehserie, 3 Folgen)
- 2005–2007: Cold Case – Kein Opfer ist je vergessen (Cold Case, Fernsehserie, 2 Folgen)
- 2006: Sleeping Dogs Lie (Stay)
- 2007: Ghost Whisperer – Stimmen aus dem Jenseits (Ghost Whisperer, Fernsehserie, Folge 3x10)
- 2008: Corporate Affairs
- 2008: Without a Trace – Spurlos verschwunden (Without a Trace, Fernsehserie, Folge 7x09)
- 2008: Criminal Minds (Fernsehserie, Folge 4x06)
- 2008–2010: Mad Men (Fernsehserie, 4 Folgen)
- 2009: Not Forgotten – Du sollst nicht vergessen (Not Forgotten)
- 2009: The Closer (Fernsehserie, Folge 4x11)
- 2009: The Mentalist (Fernsehserie, Folge 1x14)
- 2009: Castle (Fernsehserie, Folge 1x02)
- 2009: Private Practice (Fernsehserie, Folge 2x21)
- 2009: Bones – Die Knochenjägerin (Bones, Fernsehserie, Folge 5x10)
- 2009: Navy CIS (NCIS, Fernsehserie, Folge 7x11)
- 2009–2010: Big Love (Fernsehserie, 6 Folgen)
- 2010: The Glades (Fernsehserie, Folge 1x07)
- 2010: Grey’s Anatomy (Fernsehserie, Folge 7x07)
- 2011: God Bless America
- 2011: CSI: Vegas (CSI: Crime Scene Investigation, Fernsehserie, Folge 11x17)
- 2011: Law & Order: LA (Fernsehserie, Folge 1x17)
- 2012: Modern Family (Fernsehserie, Folge 3x19)
- 2012: True Blood (Fernsehserie, Folge 5x03)
- 2012: Vegas (Fernsehserie, Folge 1x10)
- 2013–2014: Devious Maids – Schmutzige Geheimnisse (Devious Maids, Fernsehserie, 10 Folgen)
- 2014: Hart of Dixie (Fernsehserie, Folge 3x10)
- 2014: Killer Women (Fernsehserie, Folge 1x08)
- 2014: Masters of Sex (Fernsehserie, Folge 2x02)
- 2014: Navy CIS: New Orleans (NCIS: New Orleans, Fernsehserie, Folge 1x07)
- 2015: Dig (Fernsehserie, 3 Folgen)
- 2015: iZombie (Fernsehserie, Folge 1x11)
- 2015: Jane the Virgin (Fernsehserie, Folge 1x18)
- 2015: Rectify (Fernsehserie, Folge 3x02)
- 2015: The Whispers (Fernsehserie, Folge 1x01)
- 2015: True Detective (Fernsehserie, Folge 2x05)
- 2020: Messiah (Fernsehserie, alle 10 Folgen)
- 2022: Peripherie (The Peripheral, Fernsehserie)
- 2023: Minx (Fernsehserie, Folge 2x06)
- 2024: High Potential (Fernsehserie, Folge 1x03)
- 2025: Doctor Odyssey (Fernsehserie, Folge 1x15)